# Chirurgiemechaniker
Chirurgiemechaniker ist ein in Deutschland anerkannter Ausbildungsberuf im Handwerk. Seine Aufgaben umfassen die Herstellung medizinischer, chirurgischer oder kosmetischer Instrumente, Implantate, sowie deren Installierung und Wartung. Beschäftigung finden Chirurgiemechaniker in Handwerksbetrieben der Medizintechnik und in Industriebetrieben, in denen Medizintechnik hergestellt wird.

## Andere Berufsbezeichnungen
In der Deutschen Demokratischen Republik (DDR) hieß der Beruf auch Feinmechaniker mit Fachrichtung Chirurgiemechanik, zwischen 1985 und 1990 Chirurgieinstrumentenmacher. In der Schweiz nennt er sich Mikromechaniker, in Österreich Chirurgieinstrumentenerzeuger.

## Tätigkeiten
Chirurgiemechaniker stellen medizinische Instrumente, Geräte oder Hilfsmittel her, die Ärzte bei Operationen, Untersuchungen und in der Krankenbehandlung benutzen. Dies sind zum Beispiel Skalpelle, Zangen, Scheren, Sonden und Knochenimplantate. Zu den Aufgaben zählen unter anderem:
- Löten, Schweißen, Kleben von verschiedenen Materialien und Werkstoffen, wie Metallen und Kunststoffen
- arbeiten an CNC-Werkzeugmaschine und Numerische Steuerung
- anfertigen von Skizzen und Modellen
- Feilen, Bohren, Fräsen, Gewindeschneiden, Sägen von Metall
- Polieren
- Montage und Demontage
- Instrumentenrohlinge durch Schlag, Druck oder Biegung mit feinen Hämmern (aus Stahl, Kupfer oder Kunststoff) richten
- Schleifen von scharfen Ecken und Kanten
- Qualitätsprüfung und Qualitätssicherung
- Maschinenführung, Anlagenführung, -bedienung
- Härten und Wärmebehandlung
- Arbeitsvorbereitung
- Material prüfen und Materialbedarf ermitteln, Rohware zusammenstellen
- Kundengespräche und Organisatorisches[1]

## Zugang und Eignung
Hauptsächlich werden Bewerber mit mittlerern Schulabschluss eingestellt. So hatten im Jahr 2016 in Deutschland 59 % die mittlere Reife, 29 % den Hauptschulabschluss und 18 % die Hochschulreife. Als wichtige Schulfächer werden Technik bzw. Werken, Mathematik und Physik genannt. Als Fähigkeiten setzt man unter anderem rechnerisches Denken, räumliches Vorstellungsvermögen, Finger- und Handgeschick, eine gute Auge-Hand-Koordination, sorgfältiges Arbeiten sowie ein allgemeines technisches und handwerkliches Geschick und Verständnis voraus. Gesundheitlich sollten Arme und Hände funktionstüchtig sein, die Feinmotorik der Hände und Finger gut ausgeprägt sein, ein gutes Nahsehvermögen und ein guter Tastsinn bestehen.

## Ausbildung
Die Ausbildung erstreckt sich standardgemäß über 3,5 Jahre und findet als duale Ausbildung sowohl im Betrieb als auch in der Berufsschule statt.
Zu den Ausbildungsinhalten im Ausbildungsbetrieb gehören:
- manuelles Spannen und Umformen von Werkstücken
- maschinelle Bearbeitung von Werkstücken und der Einsatz der richtigen Werkzeuge dafür
- unter Beachtung von Vorschub oder Schnitttiefe Drehen und Fräsen
- Bauteile zu Baugruppen funktionsgerecht verbinden
- Werkstoffe härten, glühen und vergüteten
- Werkstücke bohren, schleifen und reiben
- Schätzung von Fertigungs- und Instandsetzungsumfang
- Bearbeitung von Formen und Flächen an Instrumenten, Geräten oder Implantaten
- Programme an numerisch gesteuerten Werkzeugmaschinen erstellen, eingeben, testen, ändern und optimieren
- gehärtete Instrumente instand setzen (z. B. Ersatzteile herstellten, Normteile austauschen, Funktionen prüfen)
- allgemeines zur Ausbildung, dem Betrieb und Umweltschutz

In der Berufsschule lernt man unter anderem:
- Werkstoffkunde
- Elektrotechnik
- Steuerungs-, Messtechnik und Prüftechnik
- Instrumententechnik
- Fertigungstechnik
- Informationstechnik
- Maschinen- und Gerätetechnik
- und allgemeinbildende Fächer wie Deutsch, Sozialkunde und Wirtschaftskunde[1]

## Weiterbildung und Perspektive
Mit der Ablegung der Meisterprüfung besteht die Möglichkeit des Aufstiegs zum Chirurgiemechanikermeister. Weitere Möglichkeiten sind unter anderem eine Technikerweiterbildung, eine kaufmännische Weiterbildung oder ein Studium in den Bereichen Maschinenbau, Medizintechnik oder Konstruktionstechnik. Im Arbeitsmarkt in Deutschland herrscht wenig Konkurrenz und es gibt zu wenig Arbeitskräfte im Medizinhandwerk. Einsatzmöglichkeiten können sich in der Feinmechanik, Metallverarbeitung, als Vorarbeiter oder in der Qualitätssicherung ergeben.